# Suat Atalık
Suat Atalık (* 10. Oktober 1964 in Istanbul) ist ein führender türkischer Schachmeister. Er hat auch schon für die französische Schachföderation (bis 1985) und den Schachverband Bosniens und Herzegowinas (2000 bis 2005) gespielt und ist seit 2019 für den serbischen Schachverband spielberechtigt.
1988 wurde Atalık Internationaler Meister und 1994 Großmeister. Er war der erste Türke überhaupt, der diesen Titel verliehen bekam. Zu seinen bedeutendsten Erfolgen zählen Turniersiege in Budapest 1992, Satu Mare 1994, Karditsa 1994, Hastings (Masters) 1995, Ägina 1996, Peking 1996, Ikaria 1997, Ljubljana 1997, Chicago 1997, Budapest 1998, Aluschta 1999, Los Angeles 1999 (geteilt mit Tony Miles, Alexander Beliavsky und Ľubomír Ftáčnik), Nova Gorica 2000, Podlehnik 2001, Mar del Plata 2003, Zenica 2004, Berkeley 2005, Pula 2005, Oberwart 2005, Kavala 2005. 2006 gewann er das C-Turnier in Wijk aan Zee und die Mittelmeermeisterschaften in Antalya.

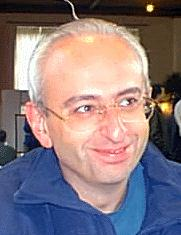
Suat Atalik, Bad Wiessee 2003

Mitte November 2003 gewann Atalık die 7. Offene Bayerische Meisterschaft in Bad Wiessee am Tegernsee vor Fabian Döttling, der gerade den Titel eines Großmeisters von der FIDE verliehen bekommen hatte.
Er vertrat die Türkei bei den Schacholympiaden 1984, 1986, 1988, 1992, 1994 und 1998. 2000 wollte er nach Streitigkeiten mit dem Türkischen Schachverband die Nationalmannschaft von Bosnien und Herzegowina verstärken, doch verweigerte ihm die FIDE die Teilnahme aus formellen Gründen. An den Olympiaden 2002 und 2004 allerdings spielte er für das südslawische Land. Im Jahr 2006 jedoch kämpfte er wieder für die Türkei.
2006 nahm er nach längerer Abstinenz wieder an der Meisterschaft der Türkei in Istanbul teil, wo er hinter dem Wahltürken Mikhail Gurevich Zweiter wurde. 2007 gewann er die türkische Einzelmeisterschaft zum dritten Mal nach 1987 und 1988.
2007 gewann er in Cannes die 4. Mittelmeer-Meisterschaft nach Wertung vor Manuel Apicella. 2012 wurde er vom Türkischen Schachverband für 15 Monate gesperrt. Atalık hatte sich geweigert, eine Erklärung zu unterschreiben, mit der türkische Spieler verpflichtet werden, Auslandseinsätze zuvor vom Schachverband genehmigen zu lassen. Nachdem der griechische Schachverband diese Sperre übernommen hatte, spielte er im August 2012 ein Match gegen seine Ehefrau im griechischen Chalkida, das er mit 9,5:4,5 gewann.
Er ist seit November 2005 mit der russischen Frauengroßmeisterin Jekaterina Polownikowa (* 1982) verheiratet. Atalık liegt auf dem sechsten Platz (Stand: Januar 2015) der türkischen Elo-Rangliste, die er von Januar 1987 bis Januar 2000 anführte.

## Vereine
Atalık spielte in der deutschen Schachbundesliga in der Saison 2000/01 bei den Schachfreunden Neukölln, in der Saison 2003/04 beim Hamburger SK.
In Bosnien spielte er 2003 bei HŠK Napredak Sarajevo und von 2004 bis 2007 beim ŠK Bosna Sarajevo, mit dem er 2004 bis 2006 Mannschaftsmeister wurde. Mit dem ŠK Bosna Sarajevo gewann er außerdem 2000 den European Club Cup.